# Industrial Light & Magic
Industrial Light & Magic (ILM) là công ty hiệu ứng hình ảnh điện ảnh của Mỹ do George Lucas thành lập vào năm 1975. Đây là một phân ban của công ty sản xuất phim điện ảnh Lucasfilm, cũng do Lucas thành lập. ILM được thành lập trong quá trình Lucas sản xuất bộ phim Chiến tranh giữa các vì sao. Đây cũng là công ty đã thành lập nên xưởng phim hoạt hình Pixar sau này.
ILM có trụ sở ban đầu tại Van Nuys, California, và sau đó chuyển tới San Rafael vào năm 1978, và từ năm 2005 công ty đặt trụ sở tại Letterman Digital Arts Center tại Pháo đài San Francisco. Năm 2012, The Walt Disney Company mua lại ILM, vốn là một phần trong hợp đồng mua lại Lucasfilm.

## Lịch sử
George Lucas muốn bộ phim Chiến tranh giữa các vì sao năm 1977 của mình phải có phần kĩ xảo điện ảnh chưa từng xuất hiện trên màn ảnh trước đó. Sau khi biết ban hiệu ứng của 20th Century Fox không còn hoạt động nữa, Lucas tiếp cận Douglas Trumbull, vốn được biết đến với phần hiệu ứng hình ảnh cho 2001: A Space Odyssey (1968). Trumbull từ chối lời đề nghị vì lúc đó ông đang thực hiện dự án Close Encounters of the Third Kind (1977) của Steven Spielberg, nhưng cũng giới thiệu trợ lý của ông là John Dykstra tới Lucas. Dykstra tập hợp một nhóm các sinh viên cao đẳng, họa sĩ, kỹ sư tới một nhà kho tại Van Nuys, California. Lucas gọi tên nhóm này là Industrial Light and Magic, và sau đó nhóm trở thành phân ban Hiệu ứng hình ảnh cho Chiến tranh giữa các vì sao. Cùng với Dykstra, một số thành viên dẫn dắt đội ILM bao gồm Ken Ralston, Richard Edlund, Dennis Muren, Joe Johnston, Phil Tippett, Steve Gawley, Lorne Peterson và Paul Huston.
Cuối năm 1978, khi Đế chế phản công đang ở khâu tiền kỳ, Lucas chuyển phần lớn thành viên nhóm tới Industrial Light & Magic tại Quận Marin, California. Kể từ đây, công ty được mở rộng và tới nay đã tham gia khâu sản xuất hiệu ứng hình ảnh cho hơn 300 phim điện ảnh khác nhau, bao gồm toàn bộ phim của thương hiệu Star Wars, loạt phim Indiana Jones, loạt phim Harry Potter, loạt phim Công viên kỷ Jura, bộ ba phim Back to the Future, nhiều phim thuộc thương hiệu Star Trek, loạt phim Cướp biển vùng Caribbean, các phần phim tiếp nối của Kẻ hủy diệt, loạt phim Transformers, loạt phim Men in Black, nhiều phim thuộc thương hiệu Nhiệm vụ bất khả thi, cũng như các phim thuộc Vũ trụ Điện ảnh Marvel.

## Danh sách phim

### Điện ảnh
| Năm                                    | Phim                                                                | Đạo diễn                                                  | Phân phối                                          | Kinh phí        | Doanh thu       |
| Thập niên 1970                         | Thập niên 1970                                                      | Thập niên 1970                                            | Thập niên 1970                                     | Thập niên 1970  | Thập niên 1970  |
| -------------------------------------- | ------------------------------------------------------------------- | --------------------------------------------------------- | -------------------------------------------------- | --------------- | --------------- |
| 1977                                   | Chiến tranh giữa các vì sao                                         | George Lucas                                              | 20th Century Fox                                   | 11 triệu USD    | 775,4 triệu USD |
| Thập niên 1980                         |                                                                     |                                                           |                                                    |                 |                 |
| 1980                                   | Đế chế phản công                                                    | Irvin Kershner                                            | 20th Century Fox                                   | 33 triệu USD    | 538,4 triệu USD |
| 1981                                   | Indiana Jones và chiếc rương thánh tích                             | Steven Spielberg                                          | Paramount Pictures                                 | 18 triệu USD    | 389,9 triệu USD |
| 1981                                   | Dragonslayer                                                        | Matthew Robbins                                           | Paramount Pictures Buena Vista Pictures            | 18 triệu USD    | 14 triệu USD    |
| 1982                                   | Star Trek II: The Wrath of Khan                                     | Nicholas Meyer                                            | Paramount Pictures                                 | 11,2 triệu USD  | 97 triệu USD    |
| 1982                                   | E.T. the Extra-Terrestrial                                          | Steven Spielberg                                          | Universal Studios                                  | 10 triệu USD    | 792,9 triệu USD |
| 1982                                   | The Dark Crystal                                                    | Jim Henson và Frank Oz                                    | Universal Studios                                  | 15 triệu USD    | 40 triệu USD    |
| 1982                                   | Poltergeist                                                         | Tobe Hooper                                               | Metro-Goldwyn-Mayer                                | 10,7 triệu USD  | 121,7 triệu USD |
| 1983                                   | Sự trở lại của Jedi                                                 | Richard Marquand                                          | 20th Century Fox                                   | 42,7 triệu USD  | 572,1 triệu USD |
| 1983                                   | Twice Upon a Time                                                   | John Korty và Charles Swenson                             | Warner Bros.                                       | Không rõ        | Không rõ        |
| 1984                                   | Indiana Jones and the Temple of Doom                                | Steven Spielberg                                          | Paramount Pictures                                 | 28,2 triệu USD  | 333,1 triệu USD |
| 1984                                   | Star Trek III: The Search for Spock                                 | Leonard Nimoy                                             | Paramount Pictures                                 | 16 triệu USD    | 87 triệu USD    |
| 1984                                   | The NeverEnding Story                                               | Wolfgang Petersen                                         | Warner Bros.                                       | 27 triệu USD    | 100 triệu USD   |
| 1984                                   | Starman                                                             | John Carpenter                                            | Columbia Pictures                                  | 24 triệu USD    | 28,7 triệu USD  |
| 1985                                   | The Goonies                                                         | Richard Donner                                            | Warner Bros.                                       | 19 triệu USD    | 61,5 triệu USD  |
| 1985                                   | Cocoon                                                              | Ron Howard                                                | 20th Century Fox                                   | 17,5 triệu USD  | 85,3 triệu USD  |
| 1985                                   | Trở lại tương lai                                                   | Robert Zemeckis                                           | Universal Studios                                  | 19 triệu USD    | 389,1 triệu USD |
| 1985                                   | Explorers                                                           | Joe Dante                                                 | Paramount Pictures                                 | 25 triệu USD    | 9,9 triệu USD   |
| 1985                                   | Mishima: A Life in Four Chapters                                    | Paul Schrader                                             | Warner Bros.                                       | 5 triệu USD     | 502,758         |
| 1985                                   | Young Sherlock Holmes                                               | Barry Levinson                                            | Paramount Pictures                                 | 18 triệu USD    | 19 triệu USD    |
| 1985                                   | Out of Africa                                                       | Sydney Pollack                                            | Universal Studios                                  | 28 triệu USD    | 128,5 triệu USD |
| 1985                                   | Enemy Mine                                                          | Wolfgang Petersen                                         | 20th Century Fox                                   | 29 triệu USD    | 12 triệu USD    |
| 1986                                   | The Money Pit                                                       | Richard Benjamin                                          | Universal Studios                                  | 10 triệu USD    | 54 triệu USD    |
| 1986                                   | Labyrinth                                                           | Jim Henson                                                | TriStar Pictures                                   | 27,68 triệu USD | 11,6 triệu USD  |
| 1986                                   | Howard the Duck                                                     | Willard Huyck                                             | Universal Studios                                  | 37 triệu USD    | 38 triệu USD    |
| 1986                                   | Star Trek IV: The Voyage Home                                       | Leonard Nimoy                                             | Paramount Pictures                                 | 21 triệu USD    | 133 triệu USD   |
| 1986                                   | The Golden Child                                                    | Michael Ritchie                                           | Paramount Pictures                                 | 25 triệu USD    | 79,8 triệu USD  |
| 1987                                   | Harry and the Hendersons                                            | William Dear                                              | Universal Studios                                  | 16 triệu USD    | 49 triệu USD    |
| 1987                                   | The Witches of Eastwick                                             | George Miller                                             | Warner Bros.                                       | 22 triệu USD    | 63,8 triệu USD  |
| 1987                                   | Innerspace                                                          | Joe Dante                                                 | Warner Bros.                                       | 27 triệu USD    | 25 triệu USD    |
| 1987                                   | Empire of the Sun                                                   | Steven Spielberg                                          | Warner Bros.                                       | 35 triệu USD    | 22,2 triệu USD  |
| 1987                                   | Batteries Not Included                                              | Matthew Robbins                                           | Universal Studios                                  | 25 triệu USD    | 65,1 triệu USD  |
| 1987                                   | Spaceballs                                                          | Mel Brooks                                                | Metro-Goldwyn-Mayer                                | 22,7 triệu USD  | 38,1 triệu USD  |
| 1988                                   | Willow                                                              | Ron Howard                                                | Metro-Goldwyn-Mayer                                | 35 triệu USD    | 57,3 triệu USD  |
| 1988                                   | Who Framed Roger Rabbit                                             | Robert Zemeckis                                           | Buena Vista Pictures                               | 58 triệu USD    | 329,8 triệu USD |
| 1988                                   | Caddyshack II                                                       | Allan Arkush                                              | Warner Bros.                                       | 20 triệu USD    | 11,8 triệu USD  |
| 1988                                   | Tucker: The Man and His Dream                                       | Francis Ford Coppola                                      | Paramount Pictures Metro-Goldwyn-Mayer             | 24 triệu USD    | 19,7 triệu USD  |
| 1988                                   | Cocoon: The Return                                                  | Daniel Petrie                                             | 20th Century Fox                                   | 17,5 triệu USD  | 25 triệu USD    |
| 1989                                   | The 'Burbs                                                          | Joe Dante                                                 | Universal Studios                                  | 18 triệu USD    | 49 triệu USD    |
| 1989                                   | Skin Deep                                                           | Blake Edwards                                             | 20th Century Fox                                   | 9 triệu USD     | 19 triệu USD    |
| 1989                                   | Field of Dreams                                                     | Phil Alden Robinson                                       | Universal Studios TriStar Pictures                 | 15 triệu USD    | 84,4 triệu USD  |
| 1989                                   | Indiana Jones and the Last Crusade                                  | Steven Spielberg                                          | Paramount Pictures                                 | 48 triệu USD    | 474,2 triệu USD |
| 1989                                   | Ghostbusters II                                                     | Ivan Reitman                                              | Columbia Pictures                                  | 37 triệu USD    | 215,4 triệu USD |
| 1989                                   | The Abyss                                                           | James Cameron                                             | 20th Century Fox                                   | 70 triệu USD    | 90 triệu USD    |
| 1989                                   | Back to the Future Part II                                          | Robert Zemeckis                                           | Universal Studios                                  | 40 triệu USD    | 332 triệu USD   |
| 1989                                   | Always                                                              | Steven Spielberg                                          | Universal Studios                                  | 31 triệu USD    | 74 triệu USD    |
| Thập niên 1990                         |                                                                     |                                                           |                                                    |                 |                 |
| 1990                                   | The Hunt for Red October                                            | John McTiernan                                            | Paramount Pictures                                 | 30 triệu USD    | 200,5 triệu USD |
| 1990                                   | Joe Versus the Volcano                                              | John Patrick Shanley                                      | Warner Bros.                                       | 25 triệu USD    | 39 triệu USD    |
| 1990                                   | Back to the Future Part III                                         | Robert Zemeckis                                           | Universal Studios                                  | 40 triệu USD    | 244,5 triệu USD |
| 1990                                   | Total Recall                                                        | Paul Verhoeven                                            | TriStar Pictures                                   | 50 triệu USD    | 300 triệu USD   |
| 1990                                   | Die Hard 2                                                          | Renny Harlin                                              | 20th Century Fox                                   | 70 triệu USD    | 240 triệu USD   |
| 1990                                   | Ghost                                                               | Jerry Zucker                                              | Paramount Pictures                                 | 22 triệu USD    | 505,7 triệu USD |
| 1990                                   | Arachnophobia                                                       | Frank Marshall                                            | Buena Vista Pictures                               | 31 triệu USD    | 53,2 triệu USD  |
| 1990                                   | Dreams                                                              | Akira Kurosawa và Ishirō Honda                            | Warner Bros.                                       | 12 triệu USD    | 2 triệu USD     |
| 1990                                   | Bố già phần III                                                     | Francis Ford Coppola                                      | Paramount Pictures                                 | 54 triệu USD    | 136,8 triệu USD |
| 1991                                   | Flight of the Intruder                                              | John Milius                                               | Paramount Pictures                                 | 35 triệu USD    | 14 triệu USD    |
| 1991                                   | The Doors                                                           | Oliver Stone                                              | TriStar Pictures                                   | 38 triệu USD    | 34,4 triệu USD  |
| 1991                                   | Switch                                                              | Blake Edwards                                             | Warner Bros.                                       | 15 triệu USD    | 15,5 triệu USD  |
| 1991                                   | Backdraft                                                           | Ron Howard                                                | Universal Studios                                  | 75 triệu USD    | 152,3 triệu USD |
| 1991                                   | Hudson Hawk                                                         | Renny Harlin                                              | TriStar Pictures                                   | 65 triệu USD    | 17,2 triệu USD  |
| 1991                                   | The Rocketeer                                                       | Joe Johnston                                              | Buena Vista Pictures                               | 40 triệu USD    | 46,7 triệu USD  |
| 1991                                   | Kẻ hủy diệt 2: Ngày phán xét                                        | James Cameron                                             | TriStar Pictures                                   | 94 triệu USD    | 519,8 triệu USD |
| 1991                                   | Hook                                                                | Steven Spielberg                                          | TriStar Pictures                                   | 70 triệu USD    | 300,9 triệu USD |
| 1991                                   | Star Trek VI: The Undiscovered Country                              | Nicholas Meyer                                            | Paramount Pictures                                 | 27 triệu USD    | 96,9 triệu USD  |
| 1992                                   | Memoirs of an Invisible Man                                         | John Carpenter                                            | Warner Bros.                                       | 40 triệu USD    | 14,4 triệu USD  |
| 1992                                   | Death Becomes Her                                                   | Robert Zemeckis                                           | Universal Studios                                  | 55 triệu USD    | 149 triệu USD   |
| 1993                                   | Alive                                                               | Frank Marshall                                            | Buena Vista Pictures United International Pictures | 32 triệu USD    | 36,7 triệu USD  |
| 1993                                   | Fire in the Sky                                                     | Robert Lieberman                                          | Paramount Pictures                                 | 15 triệu USD    | 19,9 triệu USD  |
| 1993                                   | Công viên kỷ Jura                                                   | Steven Spielberg                                          | Universal Studios                                  | 63 triệu USD    | 1,029 tỉ USD    |
| 1993                                   | Last Action Hero                                                    | John McTiernan                                            | Columbia Pictures                                  | 85 triệu USD    | 137,3 triệu USD |
| 1993                                   | Rising Sun                                                          | Philip Kaufman                                            | 20th Century Fox                                   | 35 triệu USD    | 107,2 triệu USD |
| 1993                                   | The Meteor Man                                                      | Robert Townsend                                           | Metro-Goldwyn-Mayer                                | 30 triệu USD    | 8 triệu USD     |
| 1993                                   | Manhattan Murder Mystery                                            | Woody Allen                                               | TriStar Pictures                                   | 13,5 triệu USD  | 11 triệu USD    |
| 1993                                   | Malice                                                              | Harold Becker                                             | Columbia Pictures                                  | 20 triệu USD    | 46 triệu USD    |
| 1993                                   | The Nutcracker                                                      | Emile Ardolino                                            | Warner Bros.                                       | 19 triệu USD    | 2 triệu USD     |
| 1993                                   | Bản danh sách của Schindler                                         | Steven Spielberg                                          | Universal Studios                                  | 22 triệu USD    | 321,2 triệu USD |
| 1994                                   | The Hudsucker Proxy                                                 | Joel và Ethan Coen                                        | Warner Bros. Universal Studios                     | 25 triệu USD    | 2,8 triệu USD   |
| 1994                                   | Forrest Gump                                                        | Robert Zemeckis                                           | Paramount Pictures                                 | 55 triệu USD    | 677,9 triệu USD |
| 1994                                   | Maverick                                                            | Richard Donner                                            | Warner Bros.                                       | 75 triệu USD    | 183 triệu USD   |
| 1994                                   | The Flintstones                                                     | Brian Levant                                              | Universal Studios                                  | 46 triệu USD    | 341,6 triệu USD |
| 1994                                   | Wolf                                                                | Mike Nichols                                              | Columbia Pictures                                  | 70 triệu USD    | 131 triệu USD   |
| 1994                                   | Baby's Day Out                                                      | Patrick Read Johnson                                      | 20th Century Fox                                   | 48 triệu USD    | 16,8 triệu USD  |
| 1994                                   | The Mask                                                            | Chuck Russell                                             | New Line Cinema                                    | 23 triệu USD    | 351,6 triệu USD |
| 1994                                   | Radioland Murders                                                   | Mel Smith                                                 | Universal Studios                                  | 15 triệu USD    | 1,3 triệu USD   |
| 1994                                   | Disclosure                                                          | Barry Levinson                                            | Warner Bros.                                       | 55 triệu USD    | 214 triệu USD   |
| 1994                                   | Star Trek Generations                                               | David Carson                                              | Paramount Pictures                                 | 35 triệu USD    | 118 triệu USD   |
| 1995                                   | In the Mouth of Madness                                             | John Carpenter                                            | New Line Cinema                                    | 8 triệu USD     | 8,9 triệu USD   |
| 1995                                   | Village of the Damned                                               | John Carpenter                                            | Universal Studios                                  | 22 triệu USD    | 9,4 triệu USD   |
| 1995                                   | Congo                                                               | Frank Marshall                                            | Paramount Pictures                                 | 50 triệu USD    | 152 triệu USD   |
| 1995                                   | The Indian in the Cupboard                                          | Frank Oz                                                  | Paramount Pictures Columbia Pictures               | 45 triệu USD    | 35 triệu USD    |
| 1995                                   | Casper                                                              | Brad Silberling                                           | Universal Studios                                  | 55 triệu USD    | 287,9 triệu USD |
| 1995                                   | Jumanji                                                             | Joe Johnston                                              | TriStar Pictures                                   | 65 triệu USD    | 262,8 triệu USD |
| 1995                                   | The American President                                              | Rob Reiner                                                | Columbia Pictures Universal Studios                | 62 triệu USD    | 107 triệu USD   |
| 1995                                   | Sabrina                                                             | Sydney Pollack                                            | Paramount Pictures                                 | 50 triệu USD    | 53 triệu USD    |
| 1996                                   | Twister                                                             | Jan de Bont                                               | Warner Bros. Universal Studios                     | 92 triệu USD    | 494,4 triệu USD |
| 1996                                   | Nhiệm vụ bất khả thi                                                | Brian De Palma                                            | Paramount Pictures                                 | 80 triệu USD    | 457,7 triệu USD |
| 1996                                   | Dragonheart                                                         | Rob Cohen                                                 | Universal Studios                                  | 57 triệu USD    | 115 triệu USD   |
| 1996                                   | Eraser                                                              | Chuck Russell                                             | Warner Bros.                                       | 100 triệu USD   | 242,3 triệu USD |
| 1996                                   | The Trigger Effect                                                  | David Koepp                                               | Gramercy Pictures Universal Studios                | 8 triệu USD     | 3 triệu USD     |
| 1996                                   | Sleepers                                                            | Barry Levinson                                            | Warner Bros. Buena Vista Pictures                  | 44 triệu USD    | 165,6 triệu USD |
| 1996                                   | Star Trek: First Contact                                            | Jonathan Frakes                                           | Paramount Pictures                                 | 45 triệu USD    | 146 triệu USD   |
| 1996                                   | 101 chú chó đốm                                                     | Stephen Herek                                             | Buena Vista Pictures                               | 75 triệu USD    | 320,6 triệu USD |
| 1996                                   | Daylight                                                            | Rob Cohen                                                 | Universal Studios                                  | 80 triệu USD    | 159,2 triệu USD |
| 1996                                   | Mars Attacks!                                                       | Tim Burton                                                | Warner Bros.                                       | 70 triệu USD    | 101,3 triệu USD |
| 1997                                   | Thế giới bị mất: Công viên kỷ Jura                                  | Steven Spielberg                                          | Universal Studios                                  | 75 triệu USD    | 618,6 triệu USD |
| 1997                                   | Speed 2: Cruise Control                                             | Jan de Bont                                               | 20th Century Fox                                   | 110 triệu USD   | 164,5 triệu USD |
| 1997                                   | Đặc vụ áo đen                                                       | Barry Sonnenfeld                                          | Columbia Pictures                                  | 90 triệu USD    | 589,4 triệu USD |
| 1997                                   | Contact                                                             | Robert Zemeckis                                           | Warner Bros.                                       | 90 triệu USD    | 171,1 triệu USD |
| 1997                                   | Spawn                                                               | Mark A.Z. Dippé                                           | New Line Cinema                                    | 40 triệu USD    | 87,8 triệu USD  |
| 1997                                   | Starship Troopers                                                   | Paul Verhoeven                                            | TriStar Pictures Buena Vista Pictures              | 105 triệu USD   | 121,2 triệu USD |
| 1997                                   | Midnight in the Garden of Good and Evil                             | Clint Eastwood                                            | Warner Bros.                                       | 30 triệu USD    | 25,1 triệu USD  |
| 1997                                   | Flubber                                                             | Les Mayfield                                              | Buena Vista Pictures                               | 80 triệu USD    | 177,9 triệu USD |
| 1997                                   | Amistad                                                             | Steven Spielberg                                          | DreamWorks Pictures                                | 36 triệu USD    | 44,2 triệu USD  |
| 1997                                   | Deconstructing Harry                                                | Woody Allen                                               | Fine Line Features Hollywood Pictures              | 20 triệu USD    | 10 triệu USD    |
| 1997                                   | Titanic                                                             | James Cameron                                             | Paramount Pictures 20th Century Fox                | 200 triệu USD   | 2,187 tỉ USD    |
| 1998                                   | Deep Rising                                                         | Stephen Sommers                                           | Buena Vista Pictures Cinergi Pictures              | 45 triệu USD    | 11,2 triệu USD  |
| 1998                                   | Mercury Rising                                                      | Harold Becker                                             | Universal Studios                                  | 60 triệu USD    | 93 triệu USD    |
| 1998                                   | Deep Impact                                                         | Mimi Leder                                                | Paramount Pictures DreamWorks Pictures             | 80 triệu USD    | 349,4 triệu USD |
| 1998                                   | Small Soldiers                                                      | Joe Dante                                                 | DreamWorks Pictures Universal Studios              | 40 triệu USD    | 54,7 triệu USD  |
| 1998                                   | Giải cứu binh nhì Ryan                                              | Steven Spielberg                                          | DreamWorks Pictures Paramount Pictures             | 70 triệu USD    | 481,8 triệu USD |
| 1998                                   | Snake Eyes                                                          | Brian De Palma                                            | Paramount Pictures Buena Vista Pictures            | 73 triệu USD    | 103,8 triệu USD |
| 1998                                   | Reach the Rock                                                      | William Ryan                                              | Gramercy Pictures                                  | Không rõ        | 4,960           |
| 1998                                   | Meet Joe Black                                                      | Martin Brest                                              | Universal Studios                                  | 90 triệu USD    | 142 triệu USD   |
| 1998                                   | Celebrity                                                           | Woody Allen                                               | Miramax Films                                      | 12 triệu USD    | 5 triệu USD     |
| 1998                                   | Jack Frost                                                          | Troy Miller                                               | Warner Bros.                                       | 85 triệu USD    | 34,6 triệu USD  |
| 1998                                   | Mighty Joe Young                                                    | Ron Underwood                                             | Buena Vista Pictures                               | 90 triệu USD    | 50 triệu USD    |
| 1999                                   | October Sky                                                         | Joe Johnston                                              | Universal Studios                                  | 25 triệu USD    | 34,7 triệu USD  |
| 1999                                   | The Mummy                                                           | Stephen Sommers                                           | Universal Studios                                  | 80 triệu USD    | 415,9 triệu USD |
| 1999                                   | Chiến tranh giữa các vì sao: Tập I – Hiểm họa bóng ma               | George Lucas                                              | 20th Century Fox                                   | 115 triệu USD   | 1,027 tỉ USD    |
| 1999                                   | Wild Wild West                                                      | Barry Sonnenfeld                                          | Warner Bros.                                       | 170 triệu USD   | 222,1 triệu USD |
| 1999                                   | The Haunting                                                        | Jan de Bont                                               | DreamWorks Pictures                                | 80 triệu USD    | 177,3 triệu USD |
| 1999                                   | Deep Blue Sea                                                       | Renny Harlin                                              | Warner Bros.                                       | 60 triệu USD    | 164,6 triệu USD |
| 1999                                   | Bringing Out the Dead                                               | Martin Scorsese                                           | Paramount Pictures Buena Vista Pictures            | 55 triệu USD    | 16,8 triệu USD  |
| 1999                                   | Sleepy Hollow                                                       | Tim Burton                                                | Paramount Pictures                                 | 100 triệu USD   | 206 triệu USD   |
| 1999                                   | The Green Mile                                                      | Frank Darabont                                            | Warner Bros.                                       | 60 triệu USD    | 290,7 triệu USD |
| 1999                                   | Magnolia                                                            | Paul Thomas Anderson                                      | New Line Cinema                                    | 37 triệu USD    | 48,5 triệu USD  |
| 1999                                   | Snow Falling on Cedars                                              | Scott Hicks                                               | Universal Studios                                  | 35 triệu USD    | 23 triệu USD    |
| 1999                                   | Galaxy Quest                                                        | Dean Parisot                                              | DreamWorks Pictures                                | 45 triệu USD    | 90,7 triệu USD  |
| Thập niên 2000                         |                                                                     |                                                           |                                                    |                 |                 |
| 2000                                   | Sweet and Lowdown                                                   | Woody Allen                                               | Sony Pictures Classics                             | 29,7 triệu USD  | 4 triệu USD     |
| 2000                                   | Mission to Mars                                                     | Brian De Palma                                            | Buena Vista Pictures                               | 100 triệu USD   | 110,9 triệu USD |
| 2000                                   | The Perfect Storm                                                   | Wolfgang Petersen                                         | Warner Bros.                                       | 120 triệu USD   | 328,7 triệu USD |
| 2000                                   | The Adventures of Rocky and Bullwinkle                              | Des McAnuff                                               | Universal Studios                                  | 76 triệu USD    | 35 triệu USD    |
| 2000                                   | Space Cowboys                                                       | Clint Eastwood                                            | Warner Bros.                                       | 60 triệu USD    | 128,9 triệu USD |
| 2000                                   | Pollock                                                             | Ed Harris                                                 | Sony Pictures Classics                             | 6 triệu USD     | 10 triệu USD    |
| 2000                                   | Pay It Forward                                                      | Mimi Leder                                                | Warner Bros.                                       | 40 triệu USD    | 55 triệu USD    |
| 2001                                   | The Pledge                                                          | Sean Penn                                                 | Warner Bros.                                       | 35 triệu USD    | 29,4 triệu USD  |
| 2001                                   | Sweet November                                                      | Pat O'Connor                                              | Warner Bros.                                       | 40 triệu USD    | 65 triệu USD    |
| 2001                                   | Xác ướp trở lại                                                     | Stephen Sommers                                           | Universal Studios                                  | 98 triệu USD    | 433 triệu USD   |
| 2001                                   | Trân Châu Cảng                                                      | Michael Bay                                               | Buena Vista Pictures                               | 140 triệu USD   | 449,2 triệu USD |
| 2001                                   | A.I. Artificial Intelligence                                        | Steven Spielberg                                          | Warner Bros. DreamWorks Pictures                   | 100 triệu USD   | 235,9 triệu USD |
| 2001                                   | Công viên kỷ Jura III                                               | Joe Johnston                                              | Universal Studios                                  | 93 triệu USD    | 368,8 triệu USD |
| 2001                                   | Hành tinh khỉ                                                       | Tim Burton                                                | 20th Century Fox                                   | 100 triệu USD   | 362,2 triệu USD |
| 2001                                   | Harry Potter và Hòn đá Phù thủy                                     | Chris Columbus                                            | Warner Bros.                                       | 125 triệu USD   | 974,8 triệu USD |
| 2001                                   | The Majestic                                                        | Frank Darabont                                            | Warner Bros.                                       | 72 triệu USD    | 37,3 triệu USD  |
| 2002                                   | Impostor                                                            | Gary Fleder                                               | Dimension Films                                    | 40 triệu USD    | 8 triệu USD     |
| 2002                                   | The Time Machine                                                    | Simon Wells                                               | DreamWorks Pictures Warner Bros.                   | 80 triệu USD    | 123,7 triệu USD |
| 2002                                   | Big Trouble                                                         | Barry Sonnenfeld                                          | Buena Vista Pictures                               | 40 triệu USD    | 8,5 triệu USD   |
| 2002                                   | Chiến tranh giữa các vì sao: Tập II – Sự xâm lăng của người Vô tính | George Lucas                                              | 20th Century Fox                                   | 115 triệu USD   | 649,4 triệu USD |
| 2002                                   | The Bourne Identity                                                 | Doug Liman                                                | Universal Studios                                  | 60 triệu USD    | 214 triệu USD   |
| 2002                                   | Minority Report                                                     | Steven Spielberg                                          | DreamWorks Pictures 20th Century Fox               | 102 triệu USD   | 358,4 triệu USD |
| 2002                                   | Men in Black II                                                     | Barry Sonnenfeld                                          | Columbia Pictures                                  | 140 triệu USD   | 441,8 triệu USD |
| 2002                                   | K-19: The Widowmaker                                                | Kathryn Bigelow                                           | Paramount Pictures                                 | 100 triệu USD   | 65,7 triệu USD  |
| 2002                                   | Signs                                                               | M. Night Shyamalan                                        | Buena Vista Pictures                               | 72 triệu USD    | 408,2 triệu USD |
| 2002                                   | Blood Work                                                          | Clint Eastwood                                            | Buena Vista Pictures                               | 50 triệu USD    | 31 triệu USD    |
| 2002                                   | Punch-Drunk Love                                                    | Paul Thomas Anderson                                      | Columbia Pictures                                  | 25 triệu USD    | 24,7 triệu USD  |
| 2002                                   | Harry Potter và Phòng chứa Bí mật                                   | Chris Columbus                                            | Warner Bros.                                       | 100 triệu USD   | 879 triệu USD   |
| 2002                                   | Gangs of New York                                                   | Martin Scorsese                                           | Miramax Films                                      | 97 triệu USD    | 193,8 triệu USD |
| 2003                                   | Tears of the Sun                                                    | Antoine Fuqua                                             | Columbia Pictures                                  | 100,5 triệu USD | 86,5 triệu USD  |
| 2003                                   | The Hunted                                                          | William Friedkin                                          | Paramount Pictures Redbus Film Distribution        | 55 triệu USD    | 45 triệu USD    |
| 2003                                   | Dreamcatcher                                                        | Lawrence Kasdan                                           | Warner Bros.                                       | 68 triệu USD    | 75,7 triệu USD  |
| 2003                                   | Hulk                                                                | Ang Lee                                                   | Universal Studios                                  | 137 triệu USD   | 245,4 triệu USD |
| 2003                                   | Kẻ hủy diệt 3: Kỷ nguyên người máy                                  | Jonathan Mostow                                           | Warner Bros. Columbia Pictures                     | 187 triệu USD   | 433,4 triệu USD |
| 2003                                   | Cướp biển vùng Caribbean: Lời nguyền của tàu Ngọc Trai Đen          | Gore Verbinski                                            | Buena Vista Pictures                               | 140 triệu USD   | 654,3 triệu USD |
| 2003                                   | The League of Extraordinary Gentlemen                               | Stephen Norrington                                        | 20th Century Fox                                   | 78 triệu USD    | 179,3 triệu USD |
| 2003                                   | Once Upon a Time in Mexico                                          | Robert Rodriguez                                          | Columbia Pictures Dimension Films                  | 28 triệu USD    | 98,1 triệu USD  |
| 2003                                   | Master and Commander: The Far Side of the World                     | Peter Weir                                                | 20th Century Fox Universal Studios                 | 150 triệu USD   | 212 triệu USD   |
| 2003                                   | Timeline                                                            | Richard Donner                                            | Paramount Pictures                                 | 80 triệu USD    | 34 triệu USD    |
| 2003                                   | Stuck on You                                                        | Peter and Robert Farrelly                                 | 20th Century Fox                                   | 55 triệu USD    | 65 triệu USD    |
| 2003                                   | Peter Pan                                                           | P. J. Hogan                                               | Universal Studios Columbia Pictures                | 130 triệu USD   | 122 triệu USD   |
| 2004                                   | Along Came Polly                                                    | John Hamburg                                              | Universal Studios                                  | 42 triệu USD    | 171 triệu USD   |
| 2004                                   | Twisted                                                             | Philip Kaufman                                            | Paramount Pictures                                 | 50 triệu USD    | 41 triệu USD    |
| 2004                                   | Hidalgo                                                             | Joe Johnston                                              | Buena Vista Pictures                               | 40 triệu USD    | 108,1 triệu USD |
| 2004                                   | Van Helsing                                                         | Stephen Sommers                                           | Universal Studios                                  | 160 triệu USD   | 300,3 triệu USD |
| 2004                                   | The Day After Tomorrow                                              | Roland Emmerich                                           | 20th Century Fox                                   | 125 triệu USD   | 544,3 triệu USD |
| 2004                                   | Harry Potter và tên tù nhân ngục Azkaban                            | Alfonso Cuarón                                            | Warner Bros.                                       | 130 triệu USD   | 796,7 triệu USD |
| 2004                                   | The Chronicles of Riddick                                           | David Twohy                                               | Universal Studios                                  | 105 triệu USD   | 115,8 triệu USD |
| 2004                                   | The Bourne Supremacy                                                | Paul Greengrass                                           | Universal Studios                                  | 75 triệu USD    | 288,5 triệu USD |
| 2004                                   | The Village                                                         | M. Night Shyamalan                                        | Buena Vista Pictures                               | 60 triệu USD    | 256,7 triệu USD |
| 2004                                   | Sky Captain and the World of Tomorrow                               | Kerry Conran                                              | Paramount Pictures                                 | 70 triệu USD    | 58 triệu USD    |
| 2004                                   | Lemony Snicket's A Series of Unfortunate Events                     | Brad Silberling                                           | Paramount Pictures DreamWorks Pictures             | 140 triệu USD   | 209,1 triệu USD |
| 2005                                   | Are We There Yet?                                                   | Brian Levant                                              | Columbia Pictures                                  | 32 triệu USD    | 97 triệu USD    |
| 2005                                   | Son of the Mask                                                     | Lawrence Guterman                                         | New Line Cinema                                    | 84 triệu USD    | 57,6 triệu USD  |
| 2005                                   | The Pacifier                                                        | Adam Shankman                                             | Buena Vista Pictures                               | 56 triệu USD    | 198,6 triệu USD |
| 2005                                   | Eros                                                                | Vương Gia Vệ, Steven Soderbergh và Michelangelo Antonioni | Warner Independent Pictures Artificial Eye         | Không rõ        | 1 triệu USD     |
| 2005                                   | The Amityville Horror                                               | Andrew Douglas                                            | Metro-Goldwyn-Mayer Dimension Films                | 19 triệu USD    | 108 triệu USD   |
| 2005                                   | XXX: State of the Union                                             | Lee Tamahori                                              | Columbia Pictures                                  | 87 triệu USD    | 71 triệu USD    |
| 2005                                   | Star Wars: Episode III – Revenge of the Sith                        | George Lucas                                              | 20th Century Fox                                   | 113 triệu USD   | 848,8 triệu USD |
| 2005                                   | The Adventures of Sharkboy and Lavagirl in 3-D                      | Robert Rodriguez                                          | Dimension Films Columbia Pictures                  | 50 triệu USD    | 69,4 triệu USD  |
| 2005                                   | Herbie: Fully Loaded                                                | Angela Robinson                                           | Buena Vista Pictures                               | 50 triệu USD    | 144,1 triệu USD |
| 2005                                   | Đại chiến thế giới                                                  | Steven Spielberg                                          | Paramount Pictures DreamWorks Pictures             | 132 triệu USD   | 591,7 triệu USD |
| 2005                                   | The Island                                                          | Michael Bay                                               | DreamWorks Pictures Warner Bros.                   | 126 triệu USD   | 162,9 triệu USD |
| 2005                                   | Jarhead                                                             | Sam Mendes                                                | Universal Studios                                  | 72 triệu USD    | 96,9 triệu USD  |
| 2005                                   | Chicken Little                                                      | Mark Dindal                                               | Buena Vista Pictures                               | 150 triệu USD   | 314,4 triệu USD |
| 2005                                   | Rent                                                                | Chris Columbus                                            | Columbia Pictures                                  | 40 triệu USD    | 31,6 triệu USD  |
| 2005                                   | Harry Potter và Chiếc cốc lửa                                       | Mike Newell                                               | Warner Bros.                                       | 150 triệu USD   | 896,9 triệu USD |
| 2005                                   | Biên niên sử Narnia: Sư tử, phù thủy và cái tủ áo                   | Andrew Adamson                                            | Buena Vista Pictures                               | 180 triệu USD   | 745 triệu USD   |
| 2005                                   | Munich                                                              | Steven Spielberg                                          | Universal Studios DreamWorks Pictures              | 70 triệu USD    | 130,4 triệu USD |
| 2005                                   | Cheaper by the Dozen 2                                              | Adam Shankman                                             | 20th Century Fox                                   | 60 triệu USD    | 129,1 triệu USD |
| 2006                                   | Eight Below                                                         | Frank Marshall                                            | Buena Vista Pictures                               | 40 triệu USD    | 120,4 triệu USD |
| 2006                                   | Nhiệm vụ bất khả thi 3                                              | J. J. Abrams                                              | Paramount Pictures                                 | 150 triệu USD   | 397,9 triệu USD |
| 2006                                   | Poseidon                                                            | Wolfgang Petersen                                         | Warner Bros.                                       | 160 triệu USD   | 181,7 triệu USD |
| 2006                                   | Cướp biển vùng Caribbean 2: Chiếc rương tử thần                     | Gore Verbinski                                            | Buena Vista Pictures                               | 225 triệu USD   | 1,066 tỉ USD    |
| 2006                                   | Lady in the Water                                                   | M. Night Shyamalan                                        | Warner Bros.                                       | 70 triệu USD    | 72,8 triệu USD  |
| 2006                                   | Eragon                                                              | Stefen Fangmeier                                          | 20th Century Fox                                   | 100 triệu USD   | 249,5 triệu USD |
| 2007                                   | Cướp biển vùng Caribbean 3: Nơi tận cùng thế giới                   | Gore Verbinski                                            | Buena Vista Pictures                               | 300 triệu USD   | 963,4 triệu USD |
| 2007                                   | Evan Almighty                                                       | Tom Shadyac                                               | Universal Studios                                  | 175 triệu USD   | 173,4 triệu USD |
| 2007                                   | Transformers                                                        | Michael Bay                                               | DreamWorks Pictures Paramount Pictures             | 150 triệu USD   | 709,7 triệu USD |
| 2007                                   | Harry Potter và Hội Phượng Hoàng                                    | David Yates                                               | Warner Bros.                                       | 150 triệu USD   | 939,9 triệu USD |
| 2007                                   | Giờ cao điểm 3                                                      | Brett Ratner                                              | New Line Cinema                                    | 140 triệu USD   | 258 triệu USD   |
| 2007                                   | Lions for Lambs                                                     | Robert Redford                                            | Metro-Goldwyn-Mayer 20th Century Fox               | 35 triệu USD    | 63,2 triệu USD  |
| 2007                                   | Kho báu quốc gia: Pho sách tối mật                                  | Jon Turteltaub                                            | Walt Disney Studios Motion Pictures                | 130 triệu USD   | 457,4 triệu USD |
| 2007                                   | There Will Be Blood                                                 | Paul Thomas Anderson                                      | Paramount Vantage Miramax Films                    | 25 triệu USD    | 76,2 triệu USD  |
| 2008                                   | Khu rừng thần bí                                                    | Mark Waters                                               | Paramount Pictures                                 | 90 triệu USD    | 162 triệu USD   |
| 2008                                   | Người Sắt                                                           | Jon Favreau                                               | Paramount Pictures                                 | 140 triệu USD   | 585,2 triệu USD |
| 2008                                   | Vua tốc độ                                                          | The Wachowski Brothers                                    | Warner Bros.                                       | 120 triệu USD   | 93,9 triệu USD  |
| 2008                                   | Indiana Jones và vương quốc sọ người                                | Steven Spielberg                                          | Paramount Pictures                                 | 185 triệu USD   | 786,6 triệu USD |
| 2008                                   | Thảm họa toàn cầu                                                   | M. Night Shyamalan                                        | 20th Century Fox                                   | 48 triệu USD    | 163,4 triệu USD |
| 2008                                   | Rô-bốt biết yêu                                                     | Andrew Stanton                                            | Walt Disney Studios Motion Pictures                | 180 triệu USD   | 521,3 triệu USD |
| 2008                                   | Miracle at St. Anna                                                 | Spike Lee                                                 | Walt Disney Studios Motion Pictures                | 45 triệu USD    | 9,3 triệu USD   |
| 2008                                   | Hiệp sĩ chuột                                                       | Sam Fell và Robert Stevenhagen                            | Universal Studios                                  | 60 triệu USD    | 86,9 triệu USD  |
| 2009                                   | Tự thú của một tín đồ shopping                                      | P. J. Hogan                                               | Walt Disney Studios Motion Pictures                | 55 triệu USD    | 108,3 triệu USD |
| 2009                                   | Star Trek                                                           | J. J. Abrams                                              | Paramount Pictures                                 | 150 triệu USD   | 385,7 triệu USD |
| 2009                                   | Kẻ hủy diệt 4                                                       | McG                                                       | Warner Bros. Columbia Pictures                     | 200 triệu USD   | 371,4 triệu USD |
| 2009                                   | Transformers: Bại binh phục hận                                     | Michael Bay                                               | DreamWorks Pictures Paramount Pictures             | 200 triệu USD   | 836,3 triệu USD |
| 2009                                   | Harry Potter và Hoàng tử lai                                        | David Yates                                               | Warner Bros.                                       | 250 triệu USD   | 934,4 triệu USD |
| 2009                                   | Avatar                                                              | James Cameron                                             | 20th Century Fox                                   | 237 triệu USD   | 2,788 tỉ USD    |
| Thập niên 2010                         |                                                                     |                                                           |                                                    |                 |                 |
| 2010                                   | Người Sắt 2                                                         | Jon Favreau                                               | Paramount Pictures                                 | 200 triệu USD   | 623,9 triệu USD |
| 2010                                   | Tiết khí sư cuối cùng                                               | M. Night Shyamalan                                        | Paramount Pictures                                 | 150 triệu USD   | 319,7 triệu USD |
| 2011                                   | Tôi là Số Bốn                                                       | D. J. Caruso                                              | Walt Disney Studios Motion Pictures                | 50 triệu USD    | 149,9 triệu USD |
| 2011                                   | Rango                                                               | Gore Verbinski                                            | Paramount Pictures                                 | 135 triệu USD   | 245,7 triệu USD |
| 2011                                   | Cướp biển vùng Ca-ri-bê 4                                           | Rob Marshall                                              | Walt Disney Studios Motion Pictures                | 378,5 triệu USD | 1,046 tỉ USD    |
| 2011                                   | Super 8                                                             | J. J. Abrams                                              | Paramount Pictures                                 | 50 triệu USD    | 260,1 triệu USD |
| 2011                                   | Transformers: Dark of the Moon                                      | Michael Bay                                               | Paramount Pictures                                 | 195 triệu USD   | 1,124 tỉ USD    |
| 2011                                   | Cao bồi & Quái vật ngoài hành tinh                                  | Jon Favreau                                               | Universal Studios Paramount Pictures               | 163 triệu USD   | 174 triệu USD   |
| 2011                                   | Hugo                                                                | Martin Scorsese                                           | Paramount Pictures                                 | 150 triệu USD   | 185,8 triệu USD |
| 2011                                   | Điệp vụ bất khả thi: Chiến dịch bóng ma                             | Brad Bird                                                 | Paramount Pictures                                 | 145 triệu USD   | 694,7 triệu USD |
| 2012                                   | Red Tails                                                           | Anthony Hemingway                                         | 20th Century Fox                                   | 58 triệu USD    | 50,4 triệu USD  |
| 2012                                   | Biệt đội siêu anh hùng                                              | Joss Whedon                                               | Walt Disney Studios Motion Pictures                | 220 triệu USD   | 1,520 tỉ USD    |
| 2012                                   | Chiến hạm                                                           | Peter Berg                                                | Universal Studios                                  | 220 triệu USD   | 303 triệu USD   |
| 2012                                   | Mây Atlas                                                           | Lana Wachowski, Tom Tykwer và Andy Wachowski              | Warner Bros.                                       | 128,5 triệu USD | 130,5 triệu USD |
| 2013                                   | Identity Thief                                                      | Seth Gordon                                               | Universal Studios                                  | 35 triệu USD    | 174 triệu USD   |
| 2013                                   | G.I. Joe: Báo thù                                                   | Jon M. Chu                                                | Paramount Pictures                                 | 130 triệu USD   | 375,7 triệu USD |
| 2013                                   | Pain & Gain                                                         | Michael Bay                                               | Paramount Pictures                                 | 26 triệu USD    | 86,2 triệu USD  |
| 2013                                   | Đại gia Gatsby                                                      | Baz Luhrmann                                              | Warner Bros.                                       | 105 triệu USD   | 351 triệu USD   |
| 2013                                   | Star Trek: Chìm trong bóng tối                                      | J. J. Abrams                                              | Paramount Pictures                                 | 185 triệu USD   | 467,4 triệu USD |
| 2013                                   | Phi vụ thế kỷ                                                       | Louis Leterrier                                           | Universal Studios                                  | 75 triệu USD    | 351,7 triệu USD |
| 2013                                   | Kỵ sĩ cô độc                                                        | Gore Verbinski                                            | Walt Disney Studios Motion Pictures                | 225 triệu USD   | 260,5 triệu USD |
| 2013                                   | Siêu đại chiến                                                      | Guillermo del Toro                                        | Warner Bros.                                       | 190 triệu USD   | 411 triệu USD   |
| 2013                                   | C.I.A tái xuất 2                                                    | Dean Parisot                                              | Summit Entertainment                               | 84 triệu USD    | 148,1 triệu USD |
| 2013                                   | Kỷ nguyên Elysium                                                   | Neill Blomkamp                                            | TriStar Pictures                                   | 115 triệu USD   | 286,1 triệu USD |
| 2013                                   | Sống sót                                                            | Peter Berg                                                | Universal Studios                                  | 49 triệu USD    | 149,3 triệu USD |
| 2014                                   | Noah: Đại hồng thủy                                                 | Darren Aronofsky                                          | Paramount Pictures                                 | 125 triệu USD   | 362,6 triệu USD |
| 2014                                   | Captain America 2: Chiến binh mùa đông                              | Anthony và Joe Russo                                      | Walt Disney Studios Motion Pictures                | 170 triệu USD   | 714,4 triệu USD |
| 2014                                   | Transformers 4: Kỷ nguyên hủy diệt                                  | Michael Bay                                               | Paramount Pictures                                 | 210 triệu USD   | 1,104 tỉ USD    |
| 2014                                   | Lucy                                                                | Luc Besson                                                | Universal Studios                                  | 40 triệu USD    | 463,4 triệu USD |
| 2014                                   | Ninja Rùa                                                           | Jonathan Liebesman                                        | Paramount Pictures                                 | 125 triệu USD   | 493,3 triệu USD |
| 2014                                   | Không khuất phục                                                    | Angelina Jolie                                            | Universal Studios                                  | 65 triệu USD    | 163,3 triệu USD |
| 2015                                   | Strange Magic                                                       | Gary Rydstrom                                             | Walt Disney Studios Motion Pictures                | 70 triệu USD    | 13,6 triệu USD  |
| 2015                                   | Avengers: Đế chế Ultron                                             | Joss Whedon                                               | Walt Disney Studios Motion Pictures                | 279,9 triệu USD | 1,405 tỉ USD    |
| 2015                                   | Thế giới bí ẩn                                                      | Brad Bird                                                 | Walt Disney Studios Motion Pictures                | 190 triệu USD   | 209,2 triệu USD |
| 2015                                   | Thế giới khủng long                                                 | Colin Trevorrow                                           | Universal Studios                                  | 150 triệu USD   | 1,670 tỉ USD    |
| 2015                                   | Kẻ hủy diệt: Thời đại Genisys                                       | Alan Taylor                                               | Paramount Pictures                                 | 155 triệu USD   | 440,6 triệu USD |
| 2015                                   | Người Kiến                                                          | Peyton Reed                                               | Walt Disney Studios Motion Pictures                | 130 triệu USD   | 519,3 triệu USD |
| 2015                                   | Sát thủ: Mật danh 47                                                | Aleksander Bach                                           | 20th Century Fox                                   | 35 triệu USD    | 82,3 triệu USD  |
| 2015                                   | Người về từ Sao Hỏa                                                 | Ridley Scott                                              | 20th Century Fox                                   | 108 triệu USD   | 630,2 triệu USD |
| 2015                                   | Paranormal Activity: The Ghost Dimension                            | Gregory Plotkin                                           | Paramount Pictures                                 | 10 triệu USD    | 78,1 triệu USD  |
| 2015                                   | Spectre                                                             | Sam Mendes                                                | Metro-Goldwyn-Mayer Columbia Pictures              | 250 triệu USD   | 880,7 triệu USD |
| 2015                                   | Star Wars: Thần lực thức tỉnh                                       | J. J. Abrams                                              | Walt Disney Studios Motion Pictures                | 200 triệu USD   | 2,068 tỉ USD    |
| 2015                                   | Người về từ cõi chết                                                | Alejandro G. Iñárritu                                     | 20th Century Fox                                   | 135 triệu USD   | 533 triệu USD   |
| 2015                                   | The Big Short                                                       | Adam McKay                                                | Paramount Pictures                                 | 28 triệu USD    | 133,4 triệu USD |
| 2016                                   | 13 giờ: Lính ngầm Benghazi                                          | Michael Bay                                               | Paramount Studios                                  | 50 triệu USD    | 69,4 triệu USD  |
| 2016                                   | Captain America: Nội chiến siêu anh hùng                            | Anthony và Joe Russo                                      | Walt Disney Studios Motion Pictures                | 250 triệu USD   | 1,153 tỉ USD    |
| 2016                                   | Ninja Rùa: Đập tan bóng tối                                         | Dave Green                                                | Paramount Pictures                                 | 135 triệu USD   | 245,6 triệu USD |
| 2016                                   | Warcraft: Đại chiến hai thế giới                                    | Duncan Jones                                              | Universal Studios                                  | 160 triệu USD   | 433,7 triệu USD |
| 2016                                   | Deepwater Horizon: Thảm họa giàn khoan                              | Peter Berg                                                | Summit Entertainment                               | 110 triệu USD   | 121,7 triệu USD |
| 2016                                   | Doctor Strange: Phù thủy tối thượng                                 | Scott Derrickson                                          | Walt Disney Studios Motion Pictures                | 165 triệu USD   | 677,6 triệu USD |
| 2016                                   | Rogue One: Star Wars ngoại truyện                                   | Gareth Edwards                                            | Walt Disney Studios Motion Pictures                | 200 triệu USD   | 1,056 tỉ USD    |
| 2016                                   | Silence                                                             | Martin Scorsese                                           | Paramount Pictures                                 | 40 triệu USD    | 23,7 triệu USD  |
| 2017                                   | Tử chiến Trường Thành                                               | Zhang Yimou                                               | Universal Studios                                  | 150 triệu USD   | 334 triệu USD   |
| 2017                                   | Mầm sống hiểm họa                                                   | Daniel Espinosa                                           | Sony Pictures                                      | 58 triệu USD    | 100,5 triệu USD |
| 2017                                   | Kong: Đảo Đầu lâu                                                   | Jordan Vogt-Roberts                                       | Warner Bros.                                       | 185 triệu USD   | 566 triệu USD   |
| 2017                                   | Xác ướp                                                             | Alex Kurtzman                                             | Universal Studios                                  | 125 triệu USD   | 409 triệu USD   |
| 2017                                   | Transformers: Chiến binh cuối cùng                                  | Michael Bay                                               | Paramount Pictures                                 | 260 triệu USD   | 605 triệu USD   |
| 2017                                   | Người Nhện: Trở về nhà                                              | Jon Watts                                                 | Columbia Pictures                                  | 175 triệu USD   | 879 triệu USD   |
| 2017                                   | Valerian và thành phố ngàn hành tinh                                | Luc Besson                                                | EuropaCorp                                         | 209 triệu USD   | 225 triệu USD   |
| 2017                                   | Mother!                                                             | Darren Aronofsky                                          | Paramount Pictures                                 | 33 triệu USD    | 44,5 triệu USD  |
| 2017                                   | Không lối thoát hiểm                                                | Joseph Kosinski                                           | Sony Pictures                                      | 38 triệu USD    | 23,5 triệu USD  |
| 2017                                   | Thor: Tận thế Ragnarok                                              | Taika Waititi                                             | Walt Disney Studios Motion Pictures                | 180 triệu USD   | 854,3 triệu USD |
| 2017                                   | Star Wars: Jedi cuối cùng                                           | Rian Johnson                                              | Walt Disney Studios Motion Pictures                | 200 triệu USD   | 1,332 tỉ USD    |
| 2017                                   | Downsizing                                                          | Alexander Payne                                           | Paramount Pictures                                 | 76 triệu USD    | 55 triệu USD    |
| 2018                                   | 12 kỵ binh quả cảm                                                  | Nicolai Fuglsig                                           | Warner Bros.                                       | 35 triệu USD    | 63 triệu USD    |
| Black Panther: Chiến binh Báo Đen      | Ryan Coogler                                                        | Walt Disney Studios Motion Pictures                       | 200 triệu USD                                      | 1,347 tỉ USD    |                 |
| Truy lùng quái yêu 2                   | Raman Hui                                                           | Edko Film/Lionsgate                                       | 143 triệu USD                                      | 361,7 triệu USD |                 |
| Nếp gấp thời gian                      | Ava DuVernay                                                        | Walt Disney Studios Motion Pictures                       | 100 triệu USD                                      | 132,7 triệu USD |                 |
| Ready Player One: Đấu trường ảo        | Steven Spielberg                                                    | Warner Bros.                                              | 175 triệu USD                                      | 582 triệu USD   |                 |
| Vùng đất câm lặng                      | John Krasinski                                                      | Paramount Pictures                                        | 17 triệu USD                                       | 332,6 triệu USD |                 |
| Avengers: Cuộc chiến vô cực            | Anthony và Joe Russo                                                | Walt Disney Studios Motion Pictures                       | 300 triệu USD                                      | 2,046 tỉ USD    |                 |
| Solo: Star Wars ngoại truyện           | Ron Howard                                                          | Walt Disney Studios Motion Pictures                       | 275 triệu USD                                      | 392 triệu USD   |                 |
| Thế giới khủng long: Vương quốc sụp đổ | J.A. Bayona                                                         | Universal Studios                                         | 170 triệu USD                                      | 1,277 tỉ USD    |                 |
| Người Kiến và Chiến binh Ong           | Peyton Reed                                                         | Walt Disney Studios Motion Pictures                       | 162 triệu USD                                      | 449,2 triệu USD |                 |
| Tòa tháp chọc trời                     | Rawson M. Thurber                                                   | Universal Studios                                         | 125 triệu USD                                      | 281,4 triệu USD |                 |
| The Other Side of the Wind             | Orson Welles                                                        |                                                           |                                                    |                 |                 |
| Aquaman: Đế vương Atlantis             | James Wan                                                           | Warner Bros.                                              | 160 triệu USD                                      |                 |                 |
| Bumblebee                              | Travis Knight                                                       | Paramount Pictures                                        | 102 triệu USD                                      |                 |                 |
| Bird Box                               | Susanne Bier                                                        | Netflix                                                   |                                                    |                 |                 |

### Truyền hình
| Năm       | Tựa đề                         |
| --------- | ------------------------------ |
| 1987–1994 | Star Trek: The Next Generation |
| 2014–2015 | Agent Carter                   |